# Robiac-Rochessadoule
Robiac-Rochessadoule é uma comuna francesa na região administrativa de Occitânia, no departamento de Gard. Estende-se por uma área de 10,31 km². Em 2010 a comuna tinha 848 habitantes (densidade: 82,3 hab./km²).